# 革新政党
革新政党（かくしんせいとう、英語: reformist party）とは、進歩主義的な立場から体制変革を主張する政党のこと。
反保守主義の勢力を指し、一般には社会党や共産党を指す。

## 概要
第二次世界大戦後の日本においては左翼的・進歩的政党を指す。支持層は無産階級出身者が中心であった。「保守政党」と「革新政党」とを併せて「保革」と呼び、「保革対立」、「保革伯仲」（伯仲国会）などと呼ばれた。
ヨーロッパ諸国などでは、第2次世界大戦後にはイデオロギー対立が弱まり保革両陣営を含む連立政権が成立しており、日本においても冷戦終結後の1994年には自由民主党と日本社会党の連立政権が誕生するなど、政策距離は以前ほど大きなものではなくなっている。
戦後・55年体制下の日本の政治において、社会主義や共産主義を掲げた日本社会党や日本共産党、沖縄社会大衆党などの左翼政党を指して使用された。戦後の革新政党は、戦前において無産政党と呼ばれていた勢力ともほぼ重なる。保革の対立軸は、日米安全保障条約・自衛隊・憲法改正・天皇制などが中心であり、公害・社会福祉問題を契機に革新勢力が増したものの、1980年代の財政悪化に伴い保守勢力は行政改革・規制緩和・民営化などを打ち出して革新勢力と対立した。保守政党は保守合同で自由民主党となるも、革新政党は路線の対立から単一の政党となることはなかった。巨大な保守政党である自由民主党に対抗する位置付けを持ち、日本社会党・日本共産党・民社党・公明党などの広義における革新政党（それは戦前における「無産政党」の範疇とも重なる）が、議席の「3分の1」を占めることによって、護憲派としての役割を果たした。1970年代半ば頃までは、「人間性社会主義」を掲げた公明党や「民主社会主義」を唱えた民社党についても「革新政党」に分類されることもあったが（ともに無産階級出身者を主な支持層としていた）、それ以降は、両党を「中道政党」と分類するようになった
現在では、自社さ連立政権が成立した1990年代半ば頃を境に、（革新系の沖縄社会大衆党や保守系の政党そうぞうのように、本土の全国政党と別個の地域政党が保革ともに一定の勢力を保つなど、依然として保革対立の傾向が残る）沖縄県を除き、使用される頻度が低下している。
日本のような資本主義国では社会主義政党は革新政党であるが、社会主義国では社会主義政党は保守政党になり保守と革新が真逆になるので注意が必要である。

## 日本の革新政党
日本において2022年現在、政党要件を満たし国会に議席を持つ政党のうち、自身を「革新」と規定している政党（衆参合計議席数順）。
- 日本共産党
- 沖縄社会大衆党

### その他の「革新」を名称に含む戦後日本の政治団体など
- 社会革新党（1947年～1952年） - 日本社会党から分裂
  - 後に自由民主党総裁として第70代内閣総理大臣に就任した鈴木善幸は、日本社会党で初当選した後に社会革新党に参加、その後に民主自由党に移り、民自党が自由党となった後に保守合同（55年体制）を経て自由民主党となり、党内で1957年に結成された派閥・宏池会に所属した後、派閥の領袖にまで上り詰め、党総裁・総理にまでなった。）
- 都政を革新する会（1967年～）
- 革新自由連合（1977年～1983年？）
- 平和・民主・革新の日本をめざす全国の会（1981年～）
- 革新都政をつくる会（1982年～）

## 世界の革新政党

### 欧米
- ロシア連邦共産党 ( ロシア)
- オーストラリア労働党（ オーストラリア）
- スウェーデン社会民主労働党（ スウェーデン）
- 左翼党（ スウェーデン）
- ドイツ社会民主党（ ドイツ）
- 左翼党 ( ドイツ)
- 社会党（ フランス）
- 労働党（ イギリス）
- アメリカ民主社会主義者 ( アメリカ合衆国)[8]
- 新民主党（ カナダ）

### アジア
- インド共産党（ インド）
- インド共産党マルクス主義派（ インド）
- 中国共産党（ 中国）
- 朝鮮労働党（ 北朝鮮)

### 戦前日本の「革新」を名称に含む政党
以下、戦前に「革新」を名乗ったが、革新派でなく、また、戦後の革新政党とも異なる（政治的にはむしろ中道右派で保守色が強い）。
- 革新倶楽部（1922年～1925年）
- 革新党（1927年～1932年）